# الشيخ مرزوق
قرية الشيخ مرزوق هي إحدى القرى التابعة لمركز البلينا بمحافظة سوهاج في جمهورية مصر العربية. حسب إحصاءات سنة 2006، بلغ إجمالي السكان في الشيخ مرزوق 18532 نسمة، منهم 9118 رجل و9414 امرأة.